# 无毛垂头菊
无毛垂头菊（学名：Cremanthodium pseudo-oblongatum）为菊科垂头菊属的植物。分布在喜马拉雅、锡金以及中国大陆的西藏等地，生长于海拔5,100米至5,300米的地区，多生在高山流石滩，目前尚未由人工引种栽培。